# ARA Misiones (D-11)
«Місьйонес» (ісп. ARA Misiones (D-11)) — військовий корабель, ескадрений міноносець типу «Буенос-Айрес», що перебував на озброєнні військово-морського флоту Аргентини у 1930-1970-х роках.
«Місьйонес» був закладений на верфі британської компанії Cammell Laird у Беркенгеді. 27 вересня 1937 року він був спущений на воду, а 5 вересня 1938 року увійшов до складу ВМС Аргентини.

## Історія служби
16 вересня 1955 року «Місьйонес» підтримав самопроголошену «Визвольну революцію» («Revolución Libertadora»). Він атакував Мар-дель-Плата і заблокував морський рух в гирлі Ріо-де-ла-Плата.
Вранці 21 травня 1958 року «Місьйонес» був у затоці Нуево, беручи участь у звичайних протичовнових навчаннях з крейсерами «Генерал Бельграно» і «Нуеве де Хуліо», есмінцями «Буенос-Айрес», «Ентре Ріос» і «Санта Крус», кораблем-майстернею «Інженіро Ірібас» і буксири Sanavirón і Charrúa. В ході навчань «Буенос-Айрес» виявив підводний човен. Есмінці негайно взялися за переслідування порушника, обстрілявши навколишній район. Вони безуспішно шукали до заходу сонця наступного дня й покинули зони проведення навчань.
«Місьйонес» був виведений з експлуатації в 1971 році.